# Jeffrey D. Sams
Jeffrey Demetrius Sams (ur. 18 czerwca 1968 w Cincinnati) − amerykański aktor telewizyjny i filmowy.

## Filmografia

### filmy fabularne
- 1995: Czekając na miłość jako Lionel
- 1997: Przepis na życie jako Kenny
- 2006: Ostateczni mściciele 2 jako T' Challa / Czarna Pantera

### seriale TV
- 1997: Prawo i porządek jako Evan Grant
- 1997: Zdarzyło się jutro jako Jeffrey Craig
- 2002−2003: CSI: Kryminalne zagadki Las Vegas jako detektyw Cyrus Lockwood
- 2003: Oliver i przyjaciele jako Terrence Gilbert
- 2003: Bez śladu jako kpt. straży pożarnej Scott McAllister
- 2004: Weronika Mars jako Terrence Cook
- 2005: Nowojorscy gliniarze jako Steve Nutting
- 2005: Wzór jako Mark Sutter
- 2005: Ostry dyżur jako dr Dulcey Watson
- 2006–2007: Shark jako Julian Cook
- 2008: Chirurdzy jako Andre Barrett
- 2009: CSI: Kryminalne zagadki Nowego Jorku jako Joseph Winston
- 2013: Twisted jako pan Dillard
- 2014: Partnerki jako zastępca szefa Clay Stephens
- 2015: Mroczne zagadki Los Angeles jako oficer James Liri
- 2015: Sposób na morderstwo jako prokurator okręgowy
- 2016: Kochanki jako dr Benson
- 2017: Hawaii Five-0 jako Devon Berris